# پیتر نویزه
پیتر نویزه (انگلیسی: Peter Neusel؛ زادهٔ ۱۹ نوامبر ۱۹۴۱) قایقران روئینگ اهل آلمان بود.
وی در مسابقات کشوری و بین‌المللی در مجموع برندهٔ ۳ مدال طلا، ۲ مدال نقره شده‌است.